# Ковтун Станіслав Григорович
Станісла́в Григо́рович Ковтун (4 березня 1986, Атюша, Коропський район, Чернігівська область, УРСР — 31 липня 2014, м. Шахтарськ,Донецька область, Україна) — солдат Збройних сил України, учасник російсько-української війни.

## Життєпис
Народився 1986 року в селі Атюша (Коропський район, Чернігівська область). Закінчив 8 класів Атюшської школи; Чернігівський ліцей з посиленою військово-фізичною підготовкою. Здобув фах військового у Харківському інституті танкових військ, отримав диплом з відзнакою та ступінь бакалавра. Займався спортом; здобув срібну медаль по гирьовому спорту на чемпіонаті України серед вищих навчальних військових закладів. Був призером чемпіонату України по бойовому самбо.
В часі війни — доброволець; гранатометник, 25-а окрема повітряно-десантна бригада.
Загинув 31 липня 2014 року під час потужних обстрілів бойовиками з РСЗВ «Град» позицій українських військ та одночасної атаки із засідки — на колону БТРів десантників поблизу Шахтарська — зазнав смертельного поранення в шию, прикриваючи відхід групи.
Вдома залишились батьки, дружина Лілія та син Остап 2013 р.н.
Похований в селі Атюша.

## Нагороди та вшанування
- 14 листопада 2014 року за особисту мужність і героїзм, виявлені у захисті державного суверенітету та територіальної цілісності України, вірність військовій присязі під час російсько-української війни, відзначений — нагороджений орденом «За мужність III ступеня» (посмертно).
- 4 грудня 2014 року на будівлі Атюшівської школи відкрито меморіальну дошку.
- 25 липня 2015 року в селі Атюша відкрито пам'ятний знак.
- 14 серпня 2015 року ім'я Станіслава Ковтуна надано Атюшівській ЗОШ[1].
- 8 грудня 2015 року, на будівлі Чернігівського ліцею з посиленою військово-фізичною підготовкою, було відкрито пам'ятну дошку на честь шістьох полеглих випускників, в тому числі, Станіслава Ковтуна[2].
- 29 липня 2014 року нагороджений відзнакою Міністра Оборони України «За воїнську доблесть»
- 17 листопада 2016 року нагороджений відзнакою Президента України «За участь в антитерористичній операції» (посмертно).